# Tumuli de la Forêt de Soignes
Les Tumulus de la Forêt de Soignes sont deux tumulus néolithiques situés dans la forêt de Soignes, au croisement du chemin des Tumuli et du chemin des Deux Montagnes, à Watermael-Boitsfort, en Région bruxelloise.

## Description

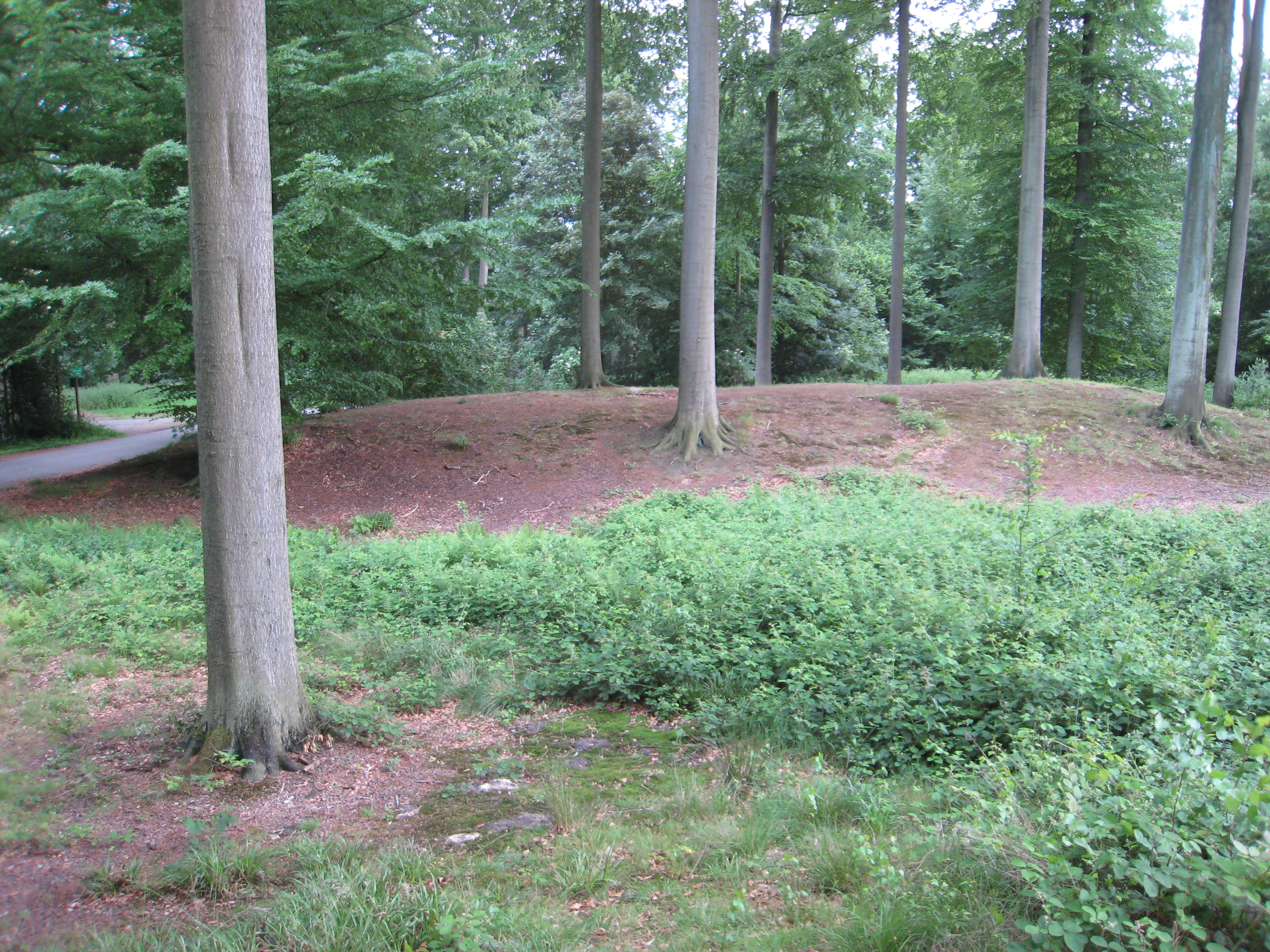
Un tumulus

## Datation
Les tumulus sont datés du Néolithique.

## Protection
Les tumulus sont classés depuis le 4 septembre 2002 sous la référence 2328-0049/0.